# Hrabstwo Perry (Alabama)

Piramida wieku hrabstwa

Perry – hrabstwo w stanie Alabama w USA. Populacja liczy 10 591 mieszkańców (stan według spisu z 2010 roku). Stolicą hrabstwa jest Marion.
Powierzchnia hrabstwa to 1875 km² (w tym 12 km² stanowią wody). Gęstość zaludnienia wynosi 5,6 osoby/km². 

## Miejscowości
- Marion
- Uniontown